# Selene (chi cá)
Selene là một chi cá thuộc họ Cá khế bản địa phân bố từ Đại Tây Dương đến phía Đông Thái Bình Dương. Tên chi cá này trùng tên với một nữ thần Hy Lạp và trùng với tên của vận động viên nữ quần vợt nổi tiếng của Mỹ.

## Các loài
Hiện hành có các loài sau được ghi nhận trong chi này:
- Selene brevoortii (T. N. Gill, 1863) (Hairfin lookdown)
- Selene brownii (G. Cuvier, 1816) (Caribbean moonfish)
- Selene dorsalis (T. N. Gill, 1863) (African moonfish)
- Selene orstedii Lütken, 1880 (Mexican moonfish)
- Selene peruviana (Guichenot, 1866) (Peruvian moonfish)
- Selene setapinnis (Mitchill, 1815) (Atlantic moonfish)
- Selene vomer (Linnaeus, 1758) (Lookdown)